# Vodoriga
U arhitekturi vodorige (francuski gargouille, izvorno grlo, lat. gurgulio, gula, i ostale slične riječi dobivene iz gar, gutati, zvuk vode u ustima; talijanski doccione; njemački Ausguss, Wasserspeier) su izrezbarine u obliku zmajeva, ljudi i drugih oblika legendarnih zvijeri koje rigaju vodu iz usta. U keltskoj i germanskoj mitologiji one se spominju kao bića koja se kreću po noći, a danju se skamenjuju. Otimaju i jedu djecu. 
U arhitekturi se najčešće nalaze na krovovima crkava i drugih većih građevina, a svrha im je da odvode i izbacuju vodu koja se nakuplja na krovovima tijekom oborina. Također, čest su element fontana.